# Alberto Lista
Alberto Rodríguez de Lista y Aragón (Siviglia, 15 ottobre 1775 – Siviglia, 5 ottobre 1848) è stato un poeta, matematico, giornalista e critico letterario spagnolo.

## Biografia
Iniziò a insegnare all'età di quindici anni, e, poco più che ventenne, fu nominato professore di dizione e poesia presso l'Università di Siviglia. Nel 1813 fu esiliato per motivi politici ma graziato nel 1817. Poi tornò in Spagna e insegnò a Bilbao e a Madrid, dove fondò il Colegio Libre de San Mateo. Il carattere liberale del sistema educativo del San Mateo non incontrò i favori del governo, e nel 1823, il collegio fu chiuso. Dopo qualche tempo trascorso a Bayonne, Parigi e Londra fu richiamato in Spagna nel 1833 per dirigere la "Gaceta de Madrid". Fu insegnante nell'Ateneo di Madrid (una libera università di ispirazione liberale) e direttore di un collegio a Cadice. "Virtuoso della tecnica, buon versificatore, scarsamente dotato di vera ispirazione lirica, riuscì spesso a fondere una certa compostezza classica con il pathos romantico".

## Opere principali
- Elogio del Serenísimo Señor Don José Moñino, Conde de Floridablanca, Presidente de la Suprema Junta Central gubernativa de los Reynos de España e Indias, Sevilla, Imprenta Real, 1809.
- Tratado elemental de Geometría. Aplicación del Álgebra a la Geometría y Trigonometría rectilíneas, Bilbao, Antonio Apraiz, 1819.
- Reflexiones imparciales sobre la Inquisición, Madrid, 1820.
- Colección de trozos escogidos de los mejores hablistas castellanos, en verso y prosa: hecha para el uso de la Casa de Educación, sita en la calle de San Mateo de la Corte (2 voll.), antología de textos de literatura clásica española en verso y prosa.
- Poesías, Madrid, 1822.
- Resumen analítico de la Historia Universal del Conde de Segur, Madrid, 1839
- Artículos críticos y literarios, Palama, 1840.
- Ensayos literarios y críticos, 2 voll., Sevilla, 1844